# Kepler-69
Kepler-69 är en ensam solliknande stjärna i mellersta delen av stjärnbilden Svanen. Den har skenbar magnitud av ca 13,7 och kräver ett kraftfullt teleskop för att kunna observeras. Baserat på parallax enligt Gaia Data Release 2 på ca 1,3 mas, beräknas den befinna sig på ett avstånd på ca 2 430 ljusår (ca 746 parsek) från solen. Den rör sig närmare solen med en heliocentrisk radialhastighet på ca -39 km/s.

## Nomenklatur och historik
Innan Keplers observation hade Kepler-69 2MASS katalognummer 2MASS J19330262+4452080. I Kepler Input Catalog har den beteckningen KIC 8692861, och när den visade sig ha tänkbara transiterande planeter fick den Keplerobjektets intressenummer KOI-172.
Stjärnans planeter upptäcktes av NASA:s Keplerteleskop, ett uppdrag med uppgift att upptäcka exoplaneter i omlopp kring sin stjärna. Transitmetoden som Kepler använder går ut på att upptäcka fall i stjärnors ljusstyrka. Dessa sänkningar i ljusstyrka kan tolkas som planeter vars banor rör sig framför stjärnan sett från jorden. Namnet Kepler-69 härrör direkt från det faktum att stjärnan är den 69:e katalogiserade stjärnan med bekräftade planeter som upptäcktes av Kepler.
Beteckningarna b, c härrör från upptäcktsordningen. Beteckningen b ges till den första planeten som kretsar kring en given stjärna, följt av de andra gemener i alfabetet. I fallet med Kepler-69 upptäcktes alla kända planeter i systemet samtidigt, så b appliceras på den närmaste planeten till stjärnan och c på den längst bort.

## Egenskaper
Kepler-69 är en gul till vit stjärna i huvudserien av spektralklass G4 V. Den har en massa som är ca 0,81 solmassa, en radie som är ca 0,93 solradie och har ca 0,80 gånger solens utstrålning av energi från dess fotosfär vid en effektiv temperatur av ca 5 600 K.

## Planetsystem

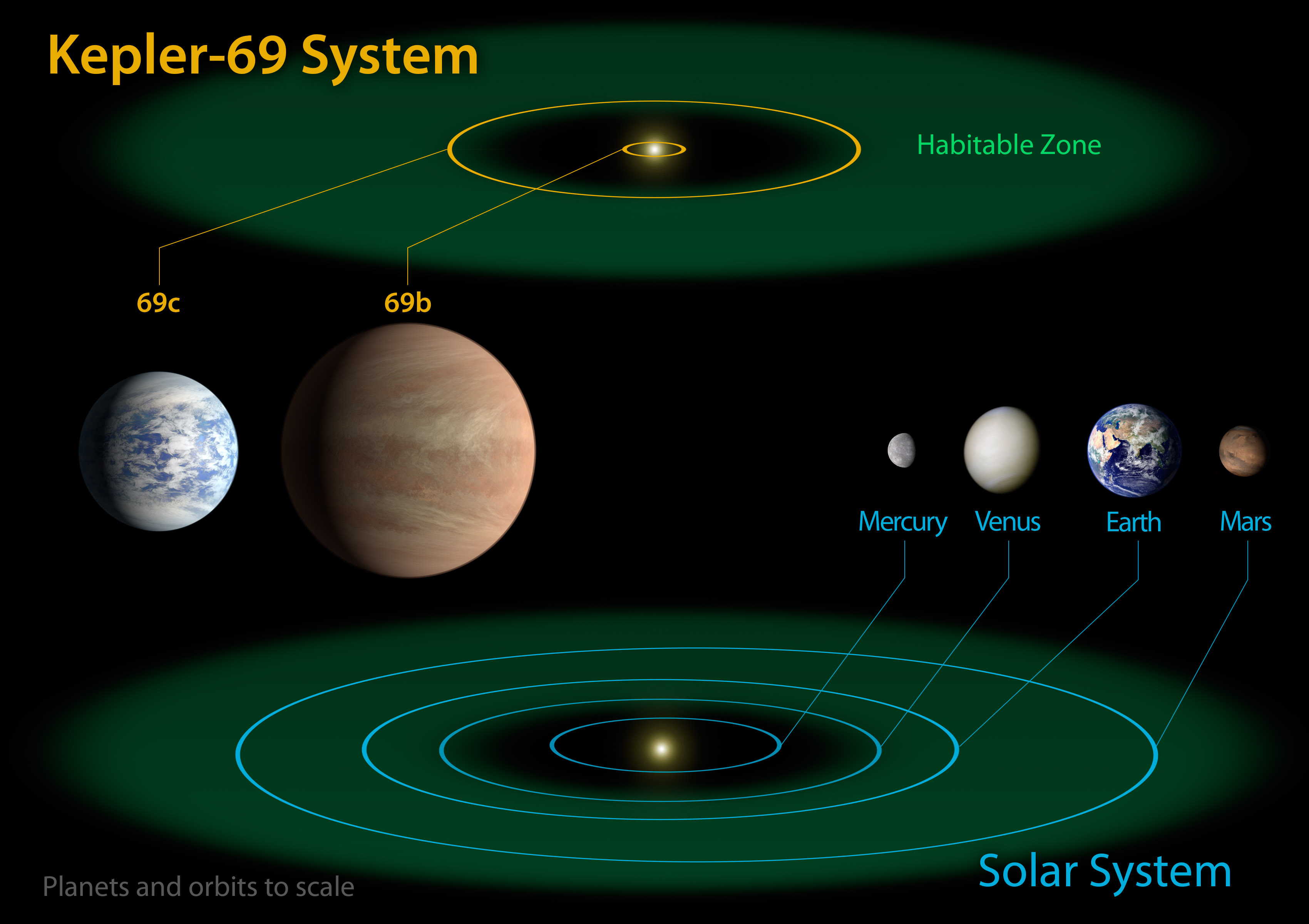
Jämförelse av Kepler-69 och solsystemet.

Kepler-69 har två kända planeter som kretsar runt stjärnan. Kepler-69b är en het exoplanet i superjordstorlek. Kepler-69c är en exoplanet i superstorlek, cirka 70 procent större än jorden. Den får en liknande mängd energiflöde från dess stjärna som Venus får från solen, och är därför en trolig kandidat för en supervenus.
| Planet | Massa            | Halv storaxel (AE)  | Siderisk omloppstid (d)      | Excentricitet       | Inklination         | Radie          |
| ------ | ---------------- | ------------------- | ---------------------------- | ------------------- | ------------------- | -------------- |
| b      | -                | 0,094 +0,023 −0,016 | 13,722341 +0,000035−0,000036 | 0,16 +0,0017−0,0010 | 89,62 ± 0,26°       | 2,24 ± 0,29 R🜨 |
| c      | ≥ 2,14 ± 0,06 M🜨 | 0,64 ± 0,11         | 242,4613 +0,0059−0,004       | 0,14 +0,18−0,10     | >85,85 +0,03−0,08 ° | 1,71 ± 0,23 R🜨 |